# Fauquemont-sur-Gueule
Pour les articles homonymes, voir Fauquemont et Valkenburg.

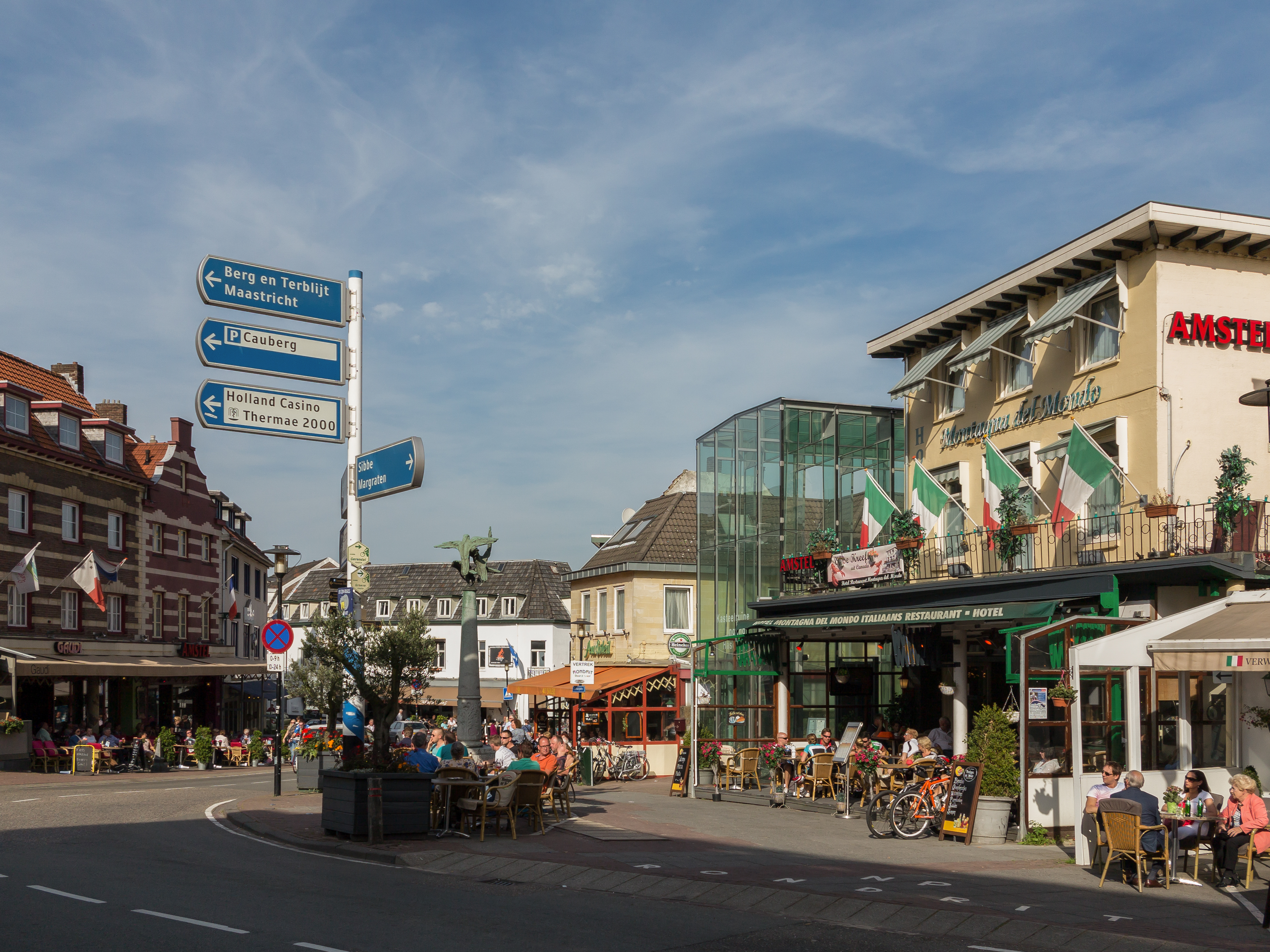
Valkenburg, vue dans la rue : de Cauberg-de Dalhemerweg-de Wilhelminaweg.

Fauquemont-sur-Gueule en néerlandais Valkenburg aan de Geul (en limbourgeois : Valkeberg aan de Geul, allemand : Falkenburg an der Göhl) est une commune néerlandaise située dans le sud de la province de Limbourg. Le chef-lieu de la commune est Fauquemont, qui se situe sur la Gueule.
La commune actuelle de Fauquemont-sur-Gueule est issue de la fusion, le 1er janvier 1982, des anciennes communes de Berg en Terblijt et Fauquemont-Houthem. Elle comptait
au 31 janvier 2023, 16 455 habitants.

## Géographie

### Localités
- Fauquemont (en néerlandais : Valkenburg), ville et chef-lieu de la commune
- Les villages de Berg, Broekhem, Houthem, Oud-Valkenburg (Vieux-Fauquemont), Schin op Geul, Sibbe et Vilt
- Les hameaux d'Emmaberg, Geulhem, Heek, Keutenberg, Schoonbron, Strabeek, Strucht, Terblijt, Walem et IJzeren

### Communes limitrophes
| Meerssen   | Beekdaelen            |               |
| Maestricht | Fauquemont-sur-Gueule | Voerendaal    |
|            | Eijsden-Margraten     | Gulpen-Wittem |

## Histoire
La commune de Fauquemont-sur-Gueule a vu le jour lors du redécoupage communal du 1er janvier 1982. À cette date, les communes auparavant indépendantes de Fauquemont-Houthem et de Berg en Terblijt ont fusionnée. En outre, diverses modifications de frontières ont été effectuées avec les communes voisines de Wijlre, Hulsberg et Margraten (toutes trois dissoutes depuis).

## Culture et patrimoine

### Lieux et monuments
- Le château de Fauquemont, ruine du XIVe siècle qui domine la ville ;
- Grotte de Velours.
- Grotte Communale
- Gare de Fauquemont

### Personnalités liées à la commune
- Adam van Haren (1540 - 1589), un des chefs de la révolte des Gueux ;
- Erich Wasmann (1859-1931), entomologiste autrichien qui étudia le mimétisme et la myrmécophilie (en particulier chez les chenilles).